# Западнянська сільська рада
Западнянська сільська рада — колишня адміністративно-територіальна одиниця та орган місцевого самоврядування у Корнинському і Попільнянському районах Білоцерківської округи, Київської та Житомирської областей Української РСР з адміністративним центром у селі Западня.

## Населені пункти
Сільській раді на час ліквідації були підпорядковані населені пункти:
- с. Западня

## Історія та адміністративний устрій
Створена 2 січня 1926 року, відповідно до рішення ЦАТК № 1, котрим затверджено постанову Білоцерківського ОВК про створення сільської ради в с. Западня Биківської сільської ради Корнинського району Білоцерківської округи.
5 лютого 1931 року, внаслідок розформування Корнинського району, сільську раду включено до складу Попільнянського району. 17 лютого 1935 року, постановою Президії ВУЦВК «Про склад нових адміністративних районів Київської області», відновлено Корнинський район із Западнянською сільською радою в складі.
Станом на 1 вересня 1946 року сільська рада входила до складу Корнинського району Житомирської області, на обліку в раді перебувало с. Западня.
Ліквідована 11 серпня 1954 року, відповідно до указу Президії Верховної ради Української РСР «Про укрупнення сільських рад по Житомирській області», територію та с. Западня приєднано до складу Озерської сільської ради Корнинського району Житомирської області.